# Anuropus australis
Anuropus australis là một loài chân đều trong họ Anuropidae. Loài này được Schultz miêu tả khoa học năm 1977.